# Cerhýnky
Cerhýnky jsou vesnice v okrese Kolín patřící k obci Cerhenice. Nacházejí se asi 1,4 kilometru jihozápadně od Cerhenic. Cerhýnky jsou také název katastrálního území o rozloze 1,63 km².

## Historie
První písemná zmínka o vesnici pochází z roku 1339, ale území bylo dříve obýváno Kelty, jak dokazují archeologické nálezy (pohřebiště z doby 4. až 3. století p. n. l. a hrnčířská pec ze 2. až 1. století p. n. l.).

### Rok 1932
Ve vsi Cerhýnky (585 obyvatel, t. č. samostatná obec) byly v roce 1932 evidovány tyto živnosti a obchody: 4 autodopravci, 2 hostince, krejčí, surové kůže, obchod s mlékem, 2 obuvníci, 2 obchody s ovocem a zeleninou, pekař, rolník, sadař, velkostatek, 2 obchody se smíšeným zbožím, trafika.

## Doprava
Obcí prochází silnice číslo III/3295. Ve vzdálenosti tří kilometrů vede Praha–Kolín. V roce 2013 obci měly zastávky příměstské autobusové linky Kolín – Nová Ves I – Chotutice (v pracovních dnech osm spojů) a Poděbrady – Cerhenice – Pečky (v pracovních dnech pět spojů, dopravce Okresní autobusová doprava Kolín). O víkendu byla vesnice dopravní obsluhy.

## Pamětihodnosti
- Zřícenina tvrze vystavěné mezi lety 1436 a 1463
- Kaplička na návsi vysvěcená v roce 1848

## Fotogalerie

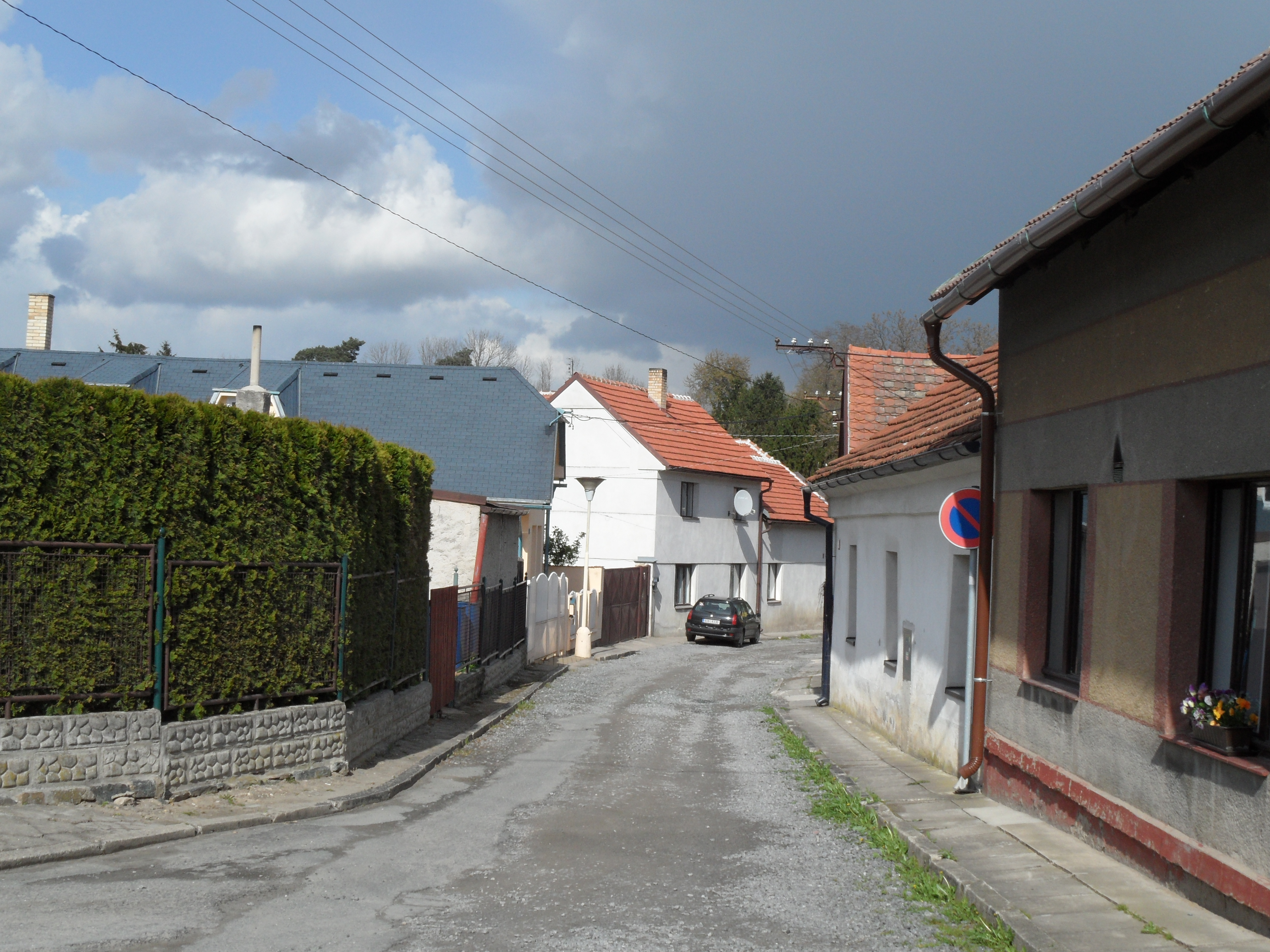
Domy v boční ulici
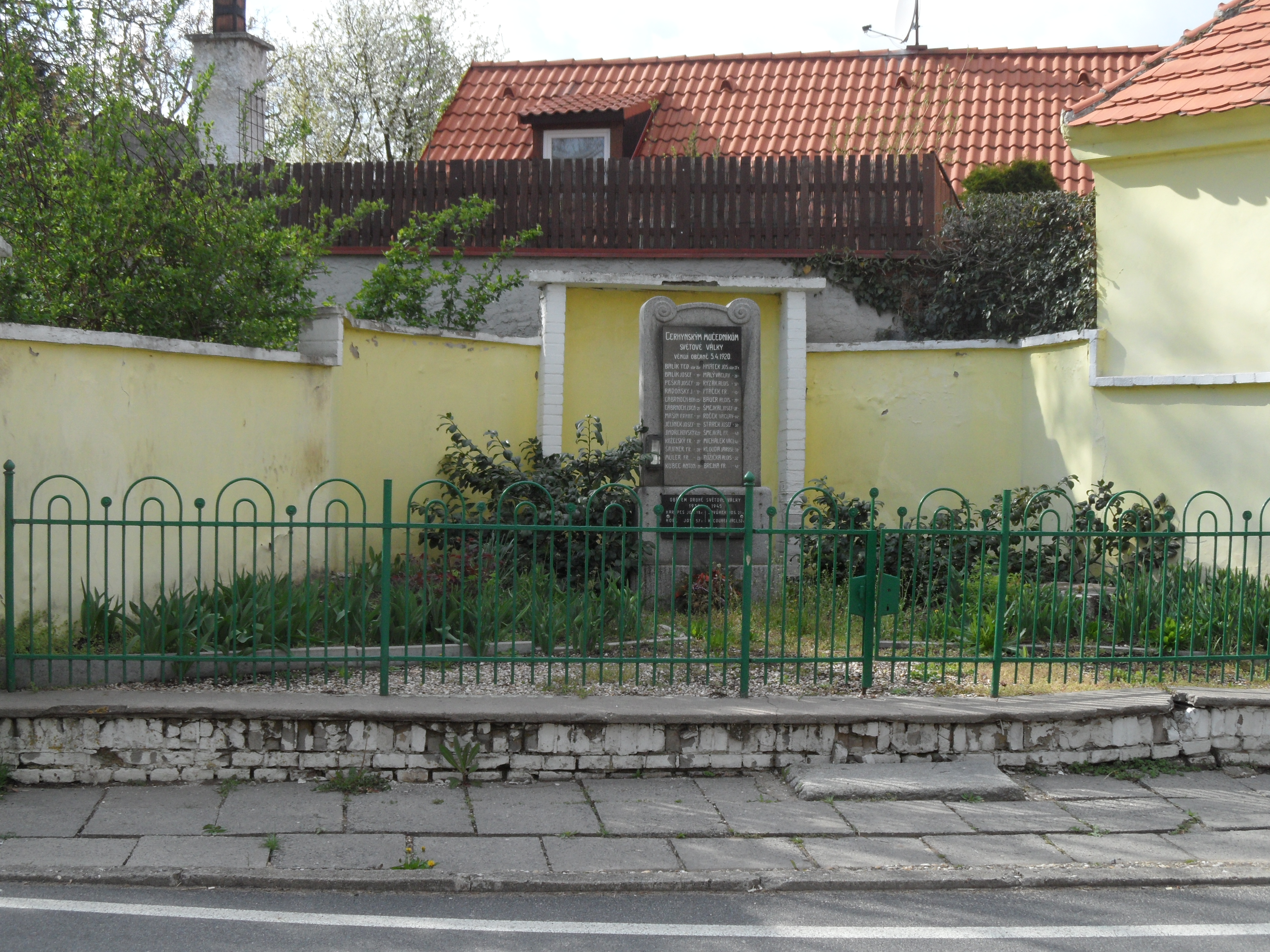
Pomník obětem první a druhé světové války
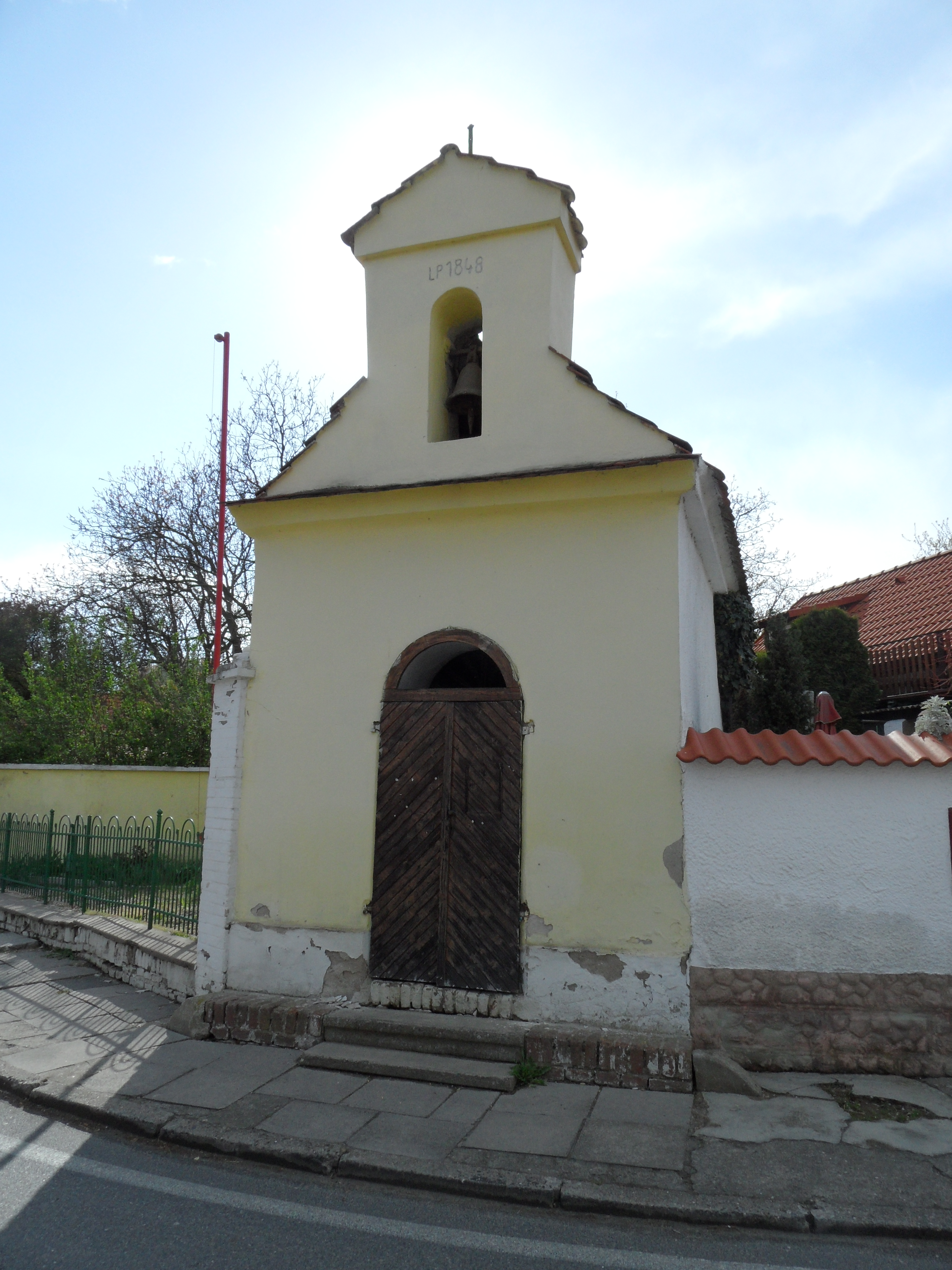
Kaplička z roku 1848
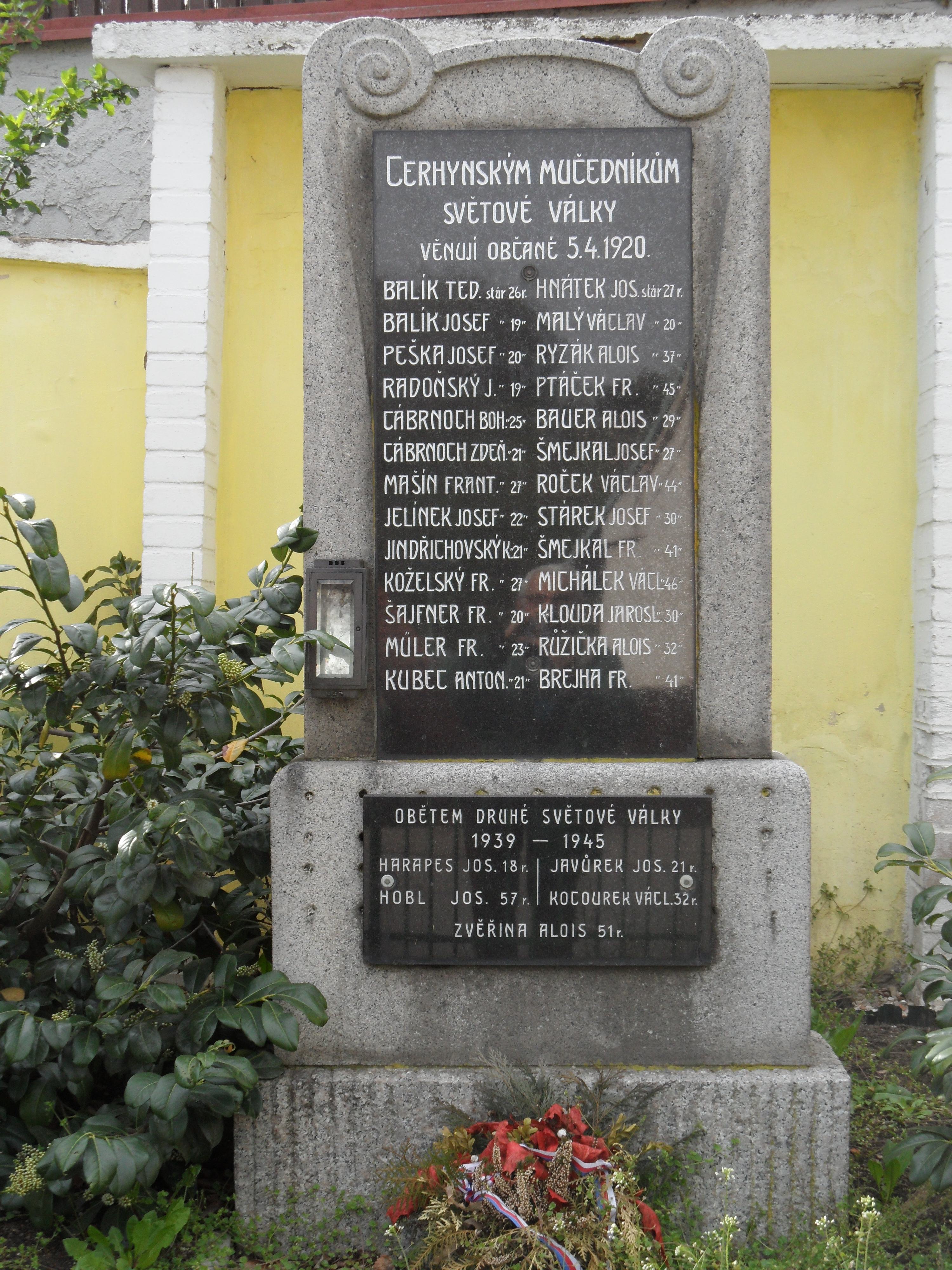
Detail pomníku